# Provincia di Valencia
Valencia è una provincia della Comunità Valenciana, nella Spagna orientale.

## Geografia
Confina con la provincia di Alicante a sud, con la Castiglia-La Mancia (province di Albacete e di Cuenca) a ovest, con l'Aragona (provincia di Teruel) e la provincia di Castellón a nord e con il mar Mediterraneo a est.
La superficie è di 10.807 km², la popolazione nel 2003 era di 2.358.919 abitanti. Il capoluogo è Valencia, altri centri importanti sono Torrent e Gandia. Questa provincia ha un'exclave: il Rincón de Ademuz.

## Comarche
La provincia di Valencia è suddivisa nelle seguenti comarche:
- Camp de Túria - capoluogo: Llíria
- Camp de Morvedre - capoluogo: Sagunto
- Canal de Navarrés - capoluogo: Enguera
- Costera - capoluogo: Xàtiva
- Hoya de Buñol - capoluogo: Chiva
- Valencia - capoluogo: Valencia
- Horta Nord - capoluogo: Puçol
- Horta Oest - capoluogo: Torrent
- Horta Sud - capoluogo: Catarroja
- Requena-Utiel - capoluogo: Requena
- Rincón de Ademuz - capoluogo: Ademuz
- Ribera Alta - capoluogo: Alzira
- Ribera Baixa - capoluogo: Sueca
- Safor - capoluogo: Gandia
- Los Serranos - capoluogo: Chelva
- Vall d'Albaida - capoluogo: Ontinyent
- Valle de Cofrentes - capoluogo: Ayora